# Fabriciana baikalensis
Fabriciana baikalensis är en fjärilsart som beskrevs av Bang-haas. Fabriciana baikalensis ingår i släktet Fabriciana och familjen praktfjärilar. Inga underarter finns listade i Catalogue of Life.